# Famkes Westhoek Dixmude Merkem
Maillots
Famkes Westhoek Dixmude Merkem est un club belge de football féminin situé à Dixmude dans la Province de Flandre-Occidentale. 

## Palmarès
- Champion D2 : 2006
- Champion D3 : 2002
- Champion 1re provinciale Flandre Occidentale : 1998